# Charlotte von Krogh
Charlotte Christiane von Krogh (ur. 4 lutego 1827 w Husum, zm. 25 listopada 1913 w Haderslev) – duńska malarka, specjalizująca się krajobrazach i scenach wnętrz. Jej prace można oglądać w zbiorach muzeów w Jutlandii Południowej  i Flensborgu oraz w zamku Gottorp.

## Biografia
Charlotte Sofie Christiane Rosine von Krogh była najmłodszą córką Godske Hansa Ernsta von Krogha (1778–1852), duńskiego szlachcica, oficera wojskowego i wysokiego rangą urzędnika, oraz Agnes Cecilie Wilhelmine von Warnstedt (1788–1829), niemieckiej szlachcianki. W 1848 rokuGodske von Krogh zaniepokojony powstaniem tymczasowego rządu Schleswigu-Holsteinie, opuścił Husum i przeniósł się wraz z Charlotte do duńskiego miasta Haderslev w Jutlandii Południowej. 
Przez całe życie Christiane von Krogh była mocno związana zarówno z Danią, jak i z Niemcami. Uczyła się w szkole dla dziewcząt w pobliżu Haslev. W tajniki malarstwa została wprowadzona przez malarza pejzażowego Antona Eduarda Kieldrupa (1826–1869). Następnie spędziła długi okres w Niemczech, studiując u norweskiego malarza Hansa Fredrika Gude'a (1825–1903) w Düsseldorfie. Dzięki Gude zaprezentowała swoje prace na indywidualnej wystawie w Kilonii w 1857 roku. Studiowała również na akademiach sztuki w Karlsruhe i Berlinie.
W 1861 roku wróciła do Haderslev, gdzie kupiła dom na Laurids Skaus Gade. W przybudówce założyła swoje studio. Przez wiele lat mieszkała ze swoją przyjaciółką, pianistką Marie Roll. Wspierała młodych artystów, Hansa Fuglsang i Augusta Wilckensa.
W 1904 roku spędziła trochę czasu na wyspie Fanø, malując m.in. tamtejszy budynek kościoła.
Charlotte von Krogh zmarła w Haderslev 25 listopada 1913 roku. Chociaż w tamtym czasie miasto było niemieckie, to jej pogrzeb odbywał się w języku duńskim. Na uroczystości obecnych było wielu miejscowych artystów.
Charakterystyczne dla jej malarstwa są sceny wnętrz z Haderslev i okolicy oraz z wyspy Fanø.
Miasto Husum jedną z ulic nazwało jej imieniem: Charlotte-von-Krogh-Straße.

## Wybrane dzieła

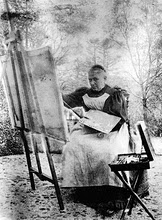
Charlotte Christiane von Krogh podczas pracy (ok. 1890)

- Flensburg, Muzeum Miejskie: Waldsee, 1866; Interieur auf Schloss Tirsbaek (Abb.: Lexikon der Düsseldorfer Malerschule, Band 2); Treppenaufgang auf Schloss Wedellsborg.
- Zamek Gottorp: Aquarelle von Schloss Gottorf und Umgebung (1880–1899)
- Haderslev, Muzeum Sønderjylland: Fattighus i Nordslesvig / Haderslev Dam / Solnedgang ved Møgeltønder.
- Kilonia, Galeria Sztuki: Stillleben mit Fasanen und Fischen; Die Werkstatt des Bernsteinarbeiters (1909)
- Kilonia, Biblioteka Regionalna: Faustturm, Kloster Maulbronn, 1867; Stillleben mit Obst und Weinglas (ok. 1890); Stube auf einer Nordseeinsel (po 1900)
- Motiv i Nærheden af Haderslev / Skizze. In: Fortegnelse over Kunstnerforeningen af 18. Novbr.'s Kunstudstilling Sommeren (1882). Industriudstillingsbydningen Kjöbenhavn. O.C.Olsen & Co., 1882, Nr. 145, 146 (Katalog, kunstbib.dk).
- Bildnis Marie Roll (1898)
- Treppenaufgang auf Schloss Weddelsborg (ok. 1900)
- Interieur an der Nordsee; ausgestellt: München, Jahresausstellung im Glaspalast (1903)
- Korridor in einer alten Schule, ausgestellt: Düsseldorf (1904)

## Galeria

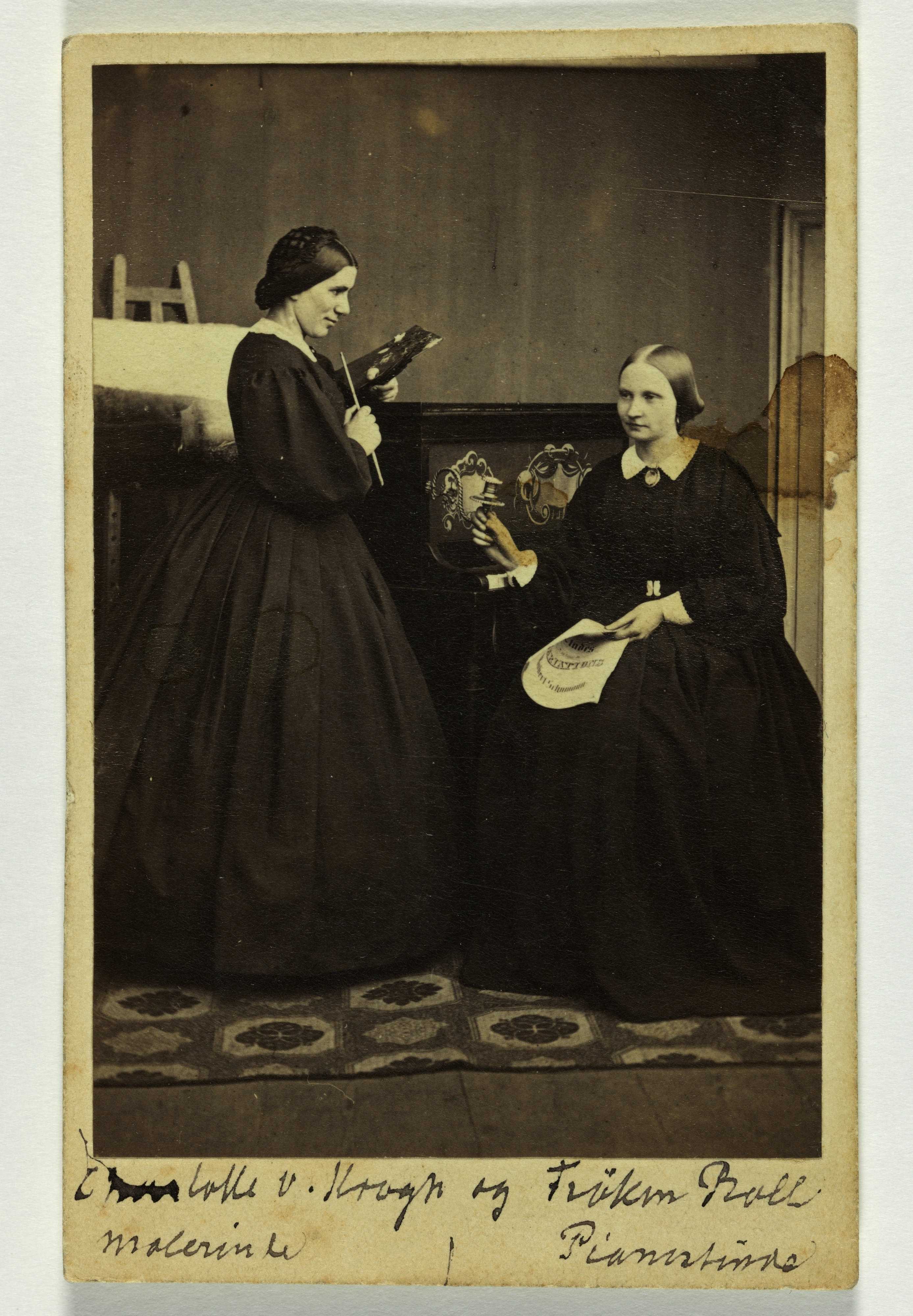
Charlotte Krogh i panna Bull (?)

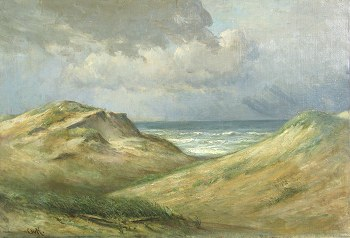
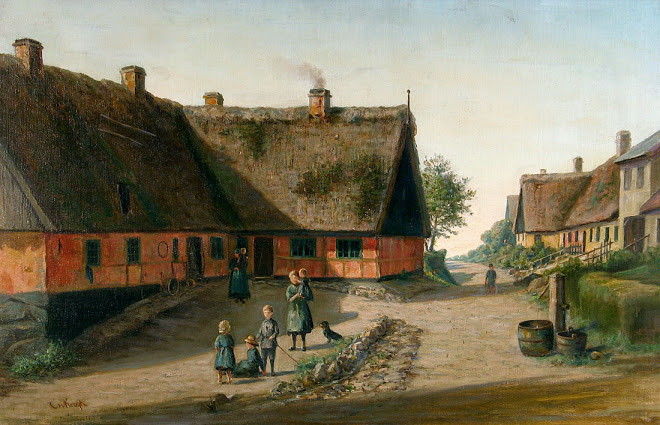
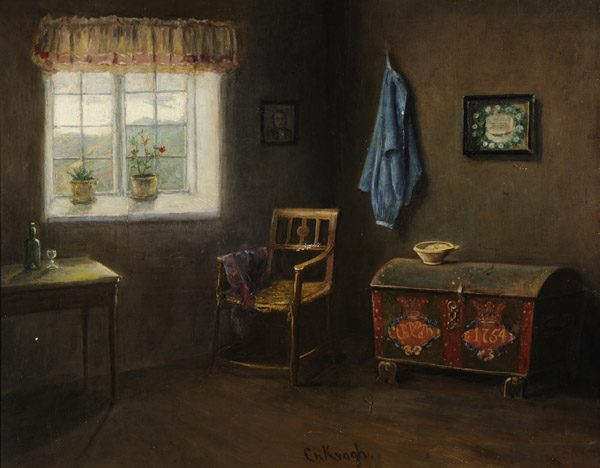